# 엽병 병과 목록
다음은 역사상 존재했던, 엽병이라는 표현이 들어가는 병과들의 목록이다. 엽병(Jäger)이란 본래 독일어의 사전적 의미로 사냥꾼을 의미하며, 독일계 경보병을 가리키는 표현이다. 영어로는 라이플맨(rifleman), 레인저(ranger)라는 표현이 유사하다.

## 국가별 엽병

### 오스트리아
- 황실엽병(Kaiserjäger)

### 덴마크
- 덴마크 엽병군단(Jægerkorpset)

### 핀란드
- 핀란드 엽병(Jääkäriliike)
- 핀란드 방위엽병연대(Kaartin Jääkärirykmentti)
- 핀란드 엽병여단(Jääkäriprikaati)
- 우티 엽병연대(Utin Jääkärirykmentti)
- 핀란드 기갑엽병
- 핀란드 국경엽병
- 핀란드 해안엽병

### 나치 독일 및 독일연방공화국
- 강하엽병(Fallschirmjäger): 공수부대
- 현장엽병(Feldjäger): 연방군 헌병
- 현장엽병군단(Feldjägerkorps): 국방군 헌병
- 산악엽병(Gebirgsjäger): 산악보병
  - 24 SS무장산악사단 카르스트예거(Karstjäger)
- 독일 국방군 제28엽병사단(28. Jäger-Division)
- 독일 해안엽병(Kustenjäger)
- 대전차자주포-판처예거(Panzerjäger)

## 추가 자료
- Cron, Hermann; Translated by C F Colton MA (2002). !mperial German Army 1914-1918 - Organisation, Structure, Orders-of-Battle. Helion & Company Limited. ISBN 874622-70 |isbn= 값 확인 필요: length (도움말).
- Kinna, H; Moss, D A (1977). Jäger & Schützen, Dress and Distinctions, 1910-1914. Bellona Publications. ISBN 0-85242-497-3.
- United States War Office (1989). Histories of Two Hundred and Fifty-One Divisions of the German Army Which Particpiated in the War (1914-1918). The London Stamp Exchange Ltd. ISBN 0-948130-87-3.

## 같이 보기
- 미국 육군 레인저